# Єнс Бекер
Єнс Бекер (народився 24 травня 1965 року, у м. Фюрт, Німеччина) хеві-метал бас-гітарист, який на даний час виступає у гурті Grave Digger.

## Біографія
Першим, насправді великим гуртом Єнса у його кар'єрі був Running Wild, до якого він приєднався у 1987 році. Він залишався у гурті протягом чотирьох років і написав сам і в співавторстві декілька пісень.
У 1991 році він покинув Running Wild і приєднався до нового спід/хеві-метал гурту X-Wild, яка складалася з трьох колишніх учасників Running Wild (звідки й пішла назва X (Ex) Wild), у якому Бекер був єдиним басистом за весь час існування. Гурт розпався у 1997 році.
У 1997 році бас-гітарист Томі Готтліх покинув гурт Grave Digger, і Бекер був запрошений на його місце. Він прийняв пропозицію і з тих пір є постійним учасником гурт і співавтором багатьох їхніх пісень.
Також Єнс Бекер виступав у гурті Kingdom Come і мелодік хеві-метал проекті Zillion, з яким випустив однойменний альбом у 2004 році.

## Дискографія

### З Running Wild
- Port Royal (1988)
- Death or Glory (1989)
- Blazon Stone (1991)

Міні-альбоми
- Wild Animal (1990)
- Little Big Horn (1991)

Концертні альбоми
- Ready for Boarding (1988)

### З X-Wild
- So What! (1994)
- Monster Effect (1994)
- Savageland (1996)

### З Grave Digger
- Knights of the Cross (1998)
- Excalibur (1999)
- The Grave Digger (2001)
- Rheingold (2003)
- The Last Supper (2005)
- Liberty or Death (2007)
- Ballads of a Hangman (2009)
- The Clans Will Rise Again (2010)
- Clash of the Gods (2012)

Міні-альбоми
- Yesterday (2006)
- Pray (2008)

Сингли
- The Battle of Bannockburn (1998)
- The Round Table (Forever) (1999)
- Silent Revolution (2006)

Концертні альбоми
- Tunes of Wacken (2002)
- 25 to Live (2005)

### З Zillion
- Zillion (2004)